# Sepietta neglecta
Sepietta neglecta är en bläckfiskart som beskrevs av Adolf Naef 1916. Sepietta neglecta ingår i släktet Sepietta och familjen Sepiolidae. IUCN kategoriserar arten globalt som otillräckligt studerad. Inga underarter finns listade i Catalogue of Life.